# Kalojanovo
Kalojanovo (in bulgaro Калояново?) è un comune bulgaro situato nella Regione di Plovdiv di 12 375 abitanti (dati 2009). La sede comunale è nella località omonima.

## Località
Il comune è formato dall'insieme delle seguenti località:
- Kalojanovo (sede comunale)
- Begovo
- Černozemen
- Glavatar
- Gorna mahala
- Dolna mahala
- Duvanlii
- Dălgo pole
- Ivan Vazovo
- Otec Paisievo
- Pesnopoj
- Răževo
- Răževo Konare
- Suhozem
- Žitnitsa